# Lee Woo-hyeok
Đây là một tên người Triều Tiên, họ là Lee.
Lee Woo-Hyeok  (tiếng Hàn: 이우혁; sinh ngày 27 tháng 2 năm 1993) là một cầu thủ bóng đá Hàn Quốc thi đấu ở vị trí tiền vệ thi đấu cho Incheon United ở K League Classic.

## Thống kê sự nghiệp câu lạc bộ
Tính đến  5 tháng 11 năm 2011
| Thành tích câu lạc bộ | Thành tích câu lạc bộ | Thành tích câu lạc bộ | Giải vô địch | Giải vô địch | Cúp  | Cúp | Cúp Liên đoàn | Cúp Liên đoàn | Tổng cộng | Tổng cộng |
| Mùa giải              | Câu lạc bộ            | Giải vô địch          | Trận         | Bàn          | Trận | Bàn | Trận          | Bàn           | Trận      | Bàn       |
| --------------------- | --------------------- | --------------------- | ------------ | ------------ | ---- | --- | ------------- | ------------- | --------- | --------- |
| 2011                  | Gangwon FC            | K-League              | 7            | 0            | 1    | 0   | 0             | 0             | 8         | 0         |
| 2012                  | Gangwon FC            | K-League              |              |              |      |     | -             | -             |           |           |
| Tổng                  | Tổng                  | Tổng                  | 7            | 0            | 1    | 0   | 0             | 0             | 8         | 0         |